# Peck (Name)
Peck ist ein Familienname und selten ein Vorname.

## Herkunft und Bedeutung
Pec bezieht sich auf den Beruf des Ofenmachers, abgeleitet vom mittelenglischen Pekke. Die deutsche Entsprechung ist der Familienname Ofner.

## Namensträger

### Familienname
- Aaron Peck (Musiker)  (1973–2016), neuseeländischer Bassist
- Aaron Peck (Schriftsteller) (* 1979), kanadischer Schriftsteller
- Adolph Lobegott Peck (1766–1801), deutscher Pfarrer
- Alida Garpestad Peck (* 1991), norwegische Singer-Songwriterin
- Annie Smith Peck (1850–1935), US-amerikanische Bergsteigerin
- Anthony Peck (1947–1996), US-amerikanischer Filmschauspieler
- Asahel Peck (1803–1879), US-amerikanischer Politiker
- Bob Peck (1945–1999), englischer Schauspieler
- Caroline Nestmann Peck (1921–1987), US-amerikanische Ägyptologin
- Charles Horton Peck (1833–1917), US-amerikanischer Mykologe
- Christoph Peck (1948–2011), deutscher Journalist und Redakteur
- Cecilia Peck (* 1958), US-amerikanische Schauspielerin und Produzentin
- Dallas Lynn Peck (1929–2005), US-amerikanischer Geologe und Vulkanologe
- Dale Peck (* 1967), britischer Kinder-, Jugend- und Erwachsenenbuchautor
- Dan Peck (* 1983), US-amerikanischer Jazz-Tubist
- David Peck Todd (1855–1939), US-amerikanischer Astronom
- David Richmond-Peck (* 1974), kanadischer Schauspieler
- David W. Peck (1902–1990), US-amerikanischer Jurist
- Donald Peck (1930–2022), US-amerikanischer Flötist
- Ed Peck (1917–1992), US-amerikanischer Schauspieler
- Edmund James Peck (1850–1924), anglikanischer Missionar im Norden Kanadas
- Edward Peck (1915–2009), britischer Diplomat und Schriftsteller
- Ella Rae Peck (* 1990), US-amerikanischer Schauspieler
- Erasmus D. Peck (1808–1876), US-amerikanischer Politiker
- Ethan Peck (* 1986), US-amerikanischer Schauspieler
- Frances Peck Grover (1886–1961), US-amerikanische Filmkritikerin und Journalistin
- Franz Peck (1817–1892), deutscher Botaniker und Sammler
- George Peck (Schauspieler) (vor 1981–2018), US-amerikanischer Schauspieler
- George W. Peck (1840–1916), US-amerikanischer Politiker
- George Washington Peck (1818–1905), US-amerikanischer Politiker
- Gregory Peck (1916–2003), US-amerikanischer Schauspieler
- Harry Thurston Peck (18561914), US-amerikanischer Schriftsteller
- Hébert Peck (* 1958), haitianischer Filmproduzent
- Jamie Peck (* 1962), britischer Geograph
- Jared V. Peck (1816–1891), US-amerikanischer Politiker
- Josef Peck (1925–1997), österreichischer Politiker (SDAP)
- Josh Peck (* 1986), US-amerikanischer Schauspieler
- Lucius Benedict Peck (1802–1866), US-amerikanischer Politiker
- Luther C. Peck (1800–1876), US-amerikanischer Politiker
- M. Scott Peck (1936–2005), US-amerikanischer Psychiater, Psychotherapeut und Schriftsteller
- Mizuo Peck (* 1977), US-amerikanische Schauspielerin
- Morton Eaton Peck (1871–1959), US-amerikanischer Botaniker
- Nat Peck (1925–2015), US-amerikanischer Jazz-Posaunist
- Orville Peck, kanadischer Country-Sänger und Songwriter
- Ralph Brazelton Peck (1912–2008), kanadisch-amerikanischer Bauingenieur, Bodenmechaniker und Geotechniker
- Raoul Peck (* 1953), haitianischer Filmregisseur und Drehbuchautor
- Robert F. Peck (1924–2011), US-amerikanischer Psychologe
- Reinhard Peck (1823–1895), deutscher Apotheker und Kurator
- Tracy Peck (1838–1921), US-amerikanischer Klassischer Philologe
- Ulrich Peck (* 1948), deutscher Unternehmer, 1. Sekretär der SED-Bezirksleitung Rostock
- William Peck (Astronom) (1862–1925), schottischer Astronom
- William Dandridge Peck (1763–1822), US-amerikanischer Botaniker und Zoologe
- Winslow Peck (Perry Fellwock, * um 1947), US-amerikanischer Whistleblower, ehemaliger NSA-Mitarbeiter

### Vorname
- Peck Allmond (* 1962), US-amerikanischer Jazzmusiker